# Bathari
Bathari (plural al-Batahira) és una petita tribu d'Oman que viu a la costa sud-oest del país, enfront de les illes Kuria-Muria.
Viuen de la cria de cabres i la pesca encara que tenen també alguns camells i cultiven arbres d'encens. Parlen com a llengua el batharí emparentat al mahrí, al harsusí, al shahrí i al sukutrí. Són musulmans shafites. El cap de la tribu fins al 1952 fou Muhammad Rai Hamra que va morir aquest any i fou succeït pel seu fill Huthayyith; el seu títol tradicional era mukaddam però al segle XX fou substituït generalment per xeic.